# 부천 여중생 백골 살인 사건
부천 여중생 백골 살인 사건(富川女中生白骨殺人事件)은 개신교(성결교회) 목사였던 이응봉 부부가 2015년 3월에 대한민국 경기도 부천시 소사구에서 여중생 막내딸을 학대해 숨지게 한 사건이다. 11개월 동안 시신을 방치했다가 긴급체포되어 세상에 알려졌다.

## 사건의 발단
2015년 3월, 아버지 이응봉(서울신학대학교 외래교수, 부천 한마음성결교회 담임목사)과 계모 백모씨는 당시 중학생이었던 막내딸 이모 양(당시 13세)을 빗자루와 빨랫대 등으로 5시간 동안 폭행한 뒤, 딸이 숨지자 그 시신을 11개월 동안 자신의 자택에서 방치하였다. 경찰의 장기결석아동 실태를 조사하던 와중에 이를 수상히 여겨 재조사에 들어갔고, 피해자 부모의 집을 압수수색하던 중에 피해자의 백골 시신을 발견한 것이다.

## 수사 결과
수사 결과 시신은 백골 상태로 발견되었고 주변에 방향제와 습기 제거제 등이 놓여있던 것으로 알려져 충격을 주었다. 2015년 3월 중순에 가출한 뒤 집에 돌아온 중학생 딸은 이를 문제 삼던 아버지에게 심하게 폭행 당해 온 것으로 알려졌다. 이 집에 얹혀 살던 계모의 여동생은 폭행을 당하다가 결국 집을 나갔다고 하였다. 중학생 딸이 숨지자 백골 미라 상태로 11개월 동안 이불을 덮고 방치했다가 냄새가 나자 방향제와 습기제거제로 덮어버리면서 그렇게 되었다고 하였다. 결국 목사와 계모는 구속되었고, 조사가 이어졌다.
1심 재판부는 피고인 친부 이응봉에게 징역 20년, 계모 백모씨에게 징역 15년을 선고했다.

## 같이 보기
- 부천 초등학생 피살 사건
- 부천 초등학생 토막 살인 사건
- 울산 울주군 여아 학대 사망사건
- 울산 입양아동 학대 사망사건